# شبابيك (مسلسل)
شبابيك هو مسلسل سوري درامي، عرض أول مرة في 17 مايو 2018 ميلاديًا المُوافق 1 رمضان 1439 هجريًا.

## القصة
تدور الأحداث في إطار درامي في حلقات منفصلة، تجسّد كل حلقة حكاية حول فكرة معينة، كما يحمل العمل دلالة من اسمه، في إشارة إلى أن كلّ شبّاك يشير إلى منزل أو عائلة ستكون هي محور حلقة من العمل المتنوّع بحكاياته، لكنه يركّز على مشاكل الزواج تحديدًا، باختيار مجموعة نماذج من الأزواج، على اختلاف انتماءاتهم وظروفهم.

## بطولة
- بسام كوسا
- كاريس بشار
- سلافة معمار
- محمد حداقي
- عبد المنعم عمايري
- منى واصف
- أحمد الأحمد
- ديمة قندلفت
- كندة حنا
- ميلاد يوسف
- جفرا يونس
- مرح جبر
- باسم عيسى
- روزينا لاذقاني
- كنان حمدان
- ضحى الدبس
- محمد خاوندي
- محمد خير الجراح
- معتصم النهار
- دانة جبر
- قمر مرتضى
- سمر سامي
- نجاح سفكوني
- محمد الأحمد
- محمود نصر
- نسرين طافش
- يحيى بيازي
- ليا مباردي
- حلا رجب
- ستيفاني سالم
- سوزان سكاف
- شادي عرداتي
- رجاء يوسف
- مضر جبر
- صفاء سلطان
- حسن عويتي
- آنجو ريحان
- ستيفاني صليبا
- أكثم حمادة
- حسام الشاه
- يارا قاسم
- رنا جمول
- فوزي بشارة
- ديمة حايك
- أمانة والي
- لوريس قزق
- حسام تحسين بيك
- ريم نصر الدين
- فادي صبيح
- بسام لطفي
- نانسي خوري
- أيمن عبد السلام
- ميسون أبو أسعد